# Yang Xiuqing
Yang Xiuqing (chinesisch 楊秀清 / 杨秀清, Pinyin Yáng Xiùqīng, W.-G. Yang Hsiu-Ch'ing; * um 1820 im Kreis Guiping, Guangxi; † 2. September 1856 in Nanjing) war einer der politischen, militärischen und religiösen Anführer des Taiping-Aufstandes am Ende der chinesischen Qing-Dynastie.
Yang war Sohn einer armen bäuerlichen Familie im Osten der Provinz Guangxi. Seine Eltern starben, als Yang noch ein kleines Kind war. Er wuchs daher in der Familie seines Onkels auf, wo er auf den Feldern und der Köhlerei mithalf. Dadurch blieb er praktisch Analphabet, aber seine Intelligenz erlaubte es ihm, die Führerschaft der Bauern seines Heimatkreises zu übernehmen.
Im Jahre 1846 wurde er Mitglied der Gesellschaft zur Verehrung Gottes, deren Anführer Hong Xiuquan war. Er brachte zahlreiche Mitglieder seines Clans dazu, es ihm gleichzutun, wodurch diese Organisation in Guiping starken Zulauf erhielt. Zwei Jahre später behauptete er, von Gott besessen zu sein und in seinem Namen sprechen zu können. Im Jahre 1850 behauptete er, durch ein göttliches Wunder von Taub- und Stummheit geheilt worden zu sein. Dies bescherte der Gesellschaft Hongs weiteren Zuspruch.
Die militärische Karriere Yangs begann 1849, als er mit Jesus Christus, Xiao Chaogui, Wei Changhui, Shi Dakai, Hong Xiuquan und Feng Yunshan eine Blutsbrüderschaft einging, um die Qing-Dynastie zu stürzen und China in ein christliches Königreich zu verwandeln. Im Jahre 1851 griffen Qing-Truppen Dörfer der Gottesverehrer an, wurden jedoch im Rahmen des Jintian-Aufstandes besiegt. Hong Xiuquan rief daraufhin das Himmlische Reich des Großen Friedens aus und setzte Yang als Kommandeur der Taiping-Armee ein. Yang führte seine Truppen erst westlich, dann in Richtung Nordosten, wo sie Yong’an (das heutige Mengshan) einnahmen. Dort stellte Hong seine Regierung auf und ernannte Yang zu einem von fünf Königen, die Hong als Himmlischem König direkt unterstellt waren. Im Winter 1851/82 belagerten 30.000 Qing-Soldaten Yong’an, den Taiping-Truppen gelang jedoch im April 1852 der Ausbruch. Ihre Flucht führte sie über Guilin, das sie erfolglos belagerten, und Quanzhou nach Daozhou, von wo aus sie Changsha bedrohten. Hier riefen Yang und Xiao Chaogui die ganze Nation zum Aufstand gegen die Unfähigkeit der Qing auf und kündigten an, ein gottesfürchtiges, friedliches und wohlhabendes Königreich gründen zu wollen. Xiao Chaoguis Tod beim fehlgeschlagenen Angriff auf Changsha machte Yang den Weg zu noch größerer Macht frei. Im März 1853 eroberten die Taiping-Truppen Nanjing und erklärten die Stadt zu ihrer Hauptstadt.
In Nanjing ernannte Hong Xiuquan Yang Xiuqing zum Premierminister. Nachdem sich Hong mehr und mehr in seinen Palast zurückgezogen hatte, arbeitete Yang an den Grundlagen des Königreiches. Viele Erlässe über Steuern, Gesellschaftspolitik, Reformen, Kalender und Militär wurden von Yang ausgearbeitet. Yangs Nordfeldzug von 1853 mit dem Ziel, Peking zu erobern, endete 1855 mit einer schweren Niederlage. Auch der Westfeldzug mit dem Ziel, die landwirtschaftlichen Gebiete am Jangtsekiang unter die Kontrolle des Himmlischen Königreiches zu bekommen, scheiterte; er wurde von den Truppen Zeng Guofans gestoppt. Im Jahre 1856 leitete Yang die Verteidigung Nanjings gegen einen mächtigen Angriff der kaiserlichen Truppen und fügte ihnen eine vernichtende Niederlage zu. Von diesem Erfolg beflügelt versuchte er, sich des Throns von Hong Xiuquan zu bemächtigen. Hong ließ ihn deshalb von seinem Rivalen Wei Changhui umbringen: der Tianjing-Zwischenfall gilt als eines der Ereignisse, die zum Sturz des Himmlischen Königreiches führten.